# Coppa Intertoto UEFA
La Coppa Intertoto UEFA (in inglese UEFA Intertoto Cup, talora abbreviato in UIC) è stato un torneo calcistico organizzato dall'UEFA dal 1995 al 2008.
Torneo accessorio alla Coppa UEFA e per questo relegato al periodo estivo, era riservato alle squadre europee classificatesi, nei rispettivi campionati, nelle posizioni immediatamente successive alla zona UEFA in funzione inversamente proporzionale al coefficiente confederale di ogni membro associato: le squadre dichiarate vincitrici e/o che superavano tutti i turni a eliminazione diretta si qualificavano al tabellone principale della Coppa UEFA.
Il torneo aveva sostituito la precedente Coppa Intertoto, che a sua volta nel 1967 aveva preso il posto della Coppa Piano Karl Rappan inaugurata nel 1961; entrambe queste manifestazioni non erano però sotto l'egida dell'UEFA.
In seguito alla riforma dei format delle competizioni UEFA per club, il torneo è stato definitivamente soppresso dopo l'edizione del 2008. Le squadre che hanno vinto più volte il trofeo sono Amburgo, Schalke 04, Stoccarda e Villarreal, per due volte ciascuna; Schalke 04 e Villarreal sono inoltre le uniche ad avere vinto la manifestazione consecutivamente. La Francia è la nazione che annovera più successi dei suoi club nell'Intertoto (dodici). I portoghesi del Braga sono stati gli ultimi vincitori della manifestazione.

## Storia

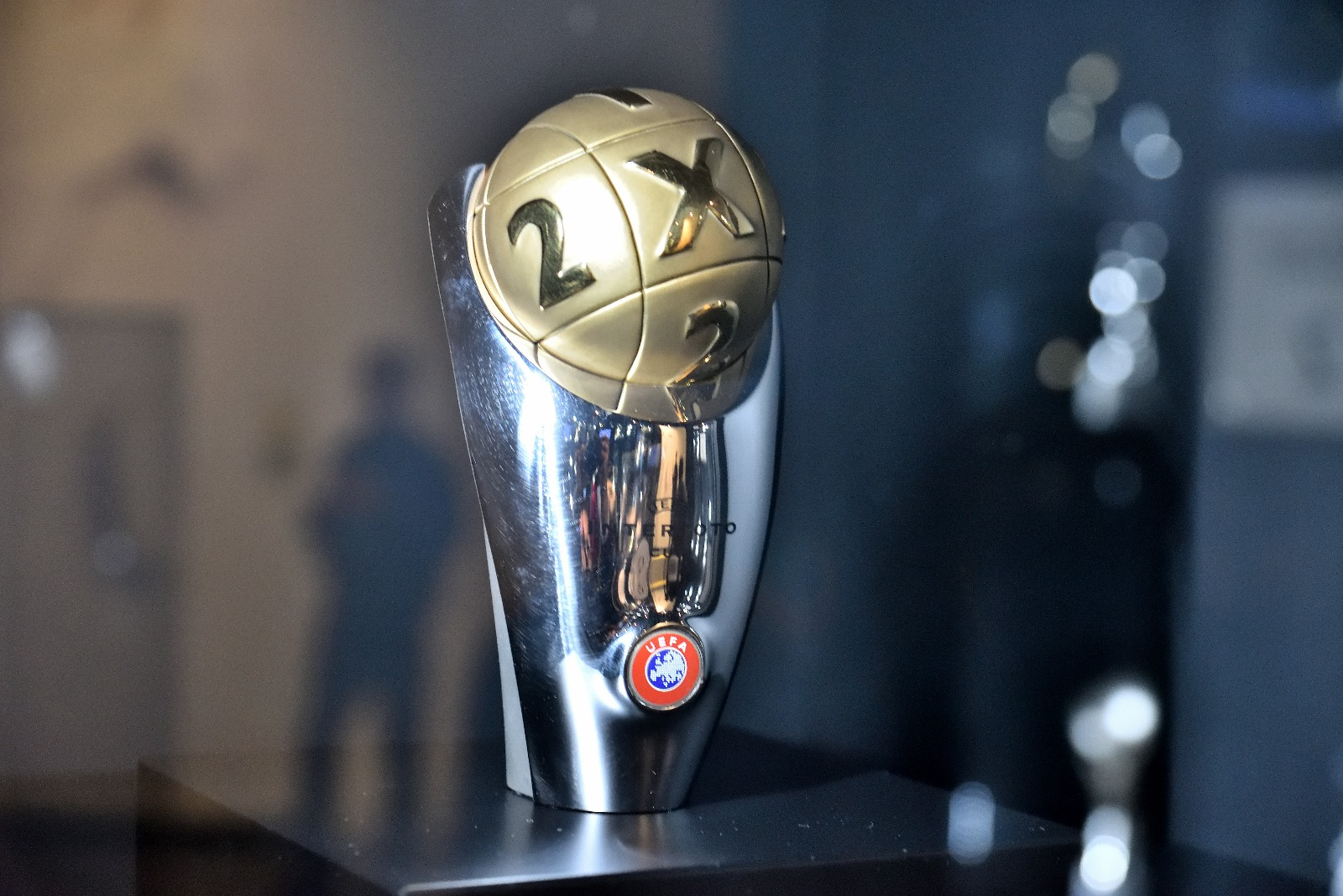
Il trofeo dell'Intertoto esposto nel J-Museum di Torino: con la conquista della Coppa Intertoto UEFA nell'edizione 1999, la divenne allora l'unico club a conseguire tutti i tornei confederali, primato già stabilito nel 1985 con i trionfi in Supercoppa UEFA e Coppa Intercontinentale.

Dal 1995 al 1997 la coppa vedeva ai nastri di partenza 60 squadre: la prima fase era a gironi, mentre la seconda fase era a eliminazione diretta. Dal 1998 al 2005 la coppa vedeva ai nastri di partenza sempre 60 squadre (61 dal 2003 con la partecipazione del Kazakistan), cioè una per federazione a eccezione delle prime dodici nella classifica UEFA, le quali ne potevano iscrivere due, ed era articolata in cinque turni a eliminazione diretta. A seconda della posizione occupata dalla federazione di appartenenza nel ranking UEFA e della posizione in classifica nell'ultimo campionato, le squadre iscritte potevano iniziare il torneo dal primo, dal secondo o dal terzo turno. Le vincitrici delle tre finali, che disputavano da un minimo di sei a un massimo di dieci gare, acquisivano il diritto a prendere parte alla Coppa UEFA della stessa stagione, partendo dal primo turno, e in più s'aggiudicavano, ognuna, la Coppa Intertoto, l'unico trofeo UEFA a essere definitivamente assegnato dopo l'affermazione in una sola edizione.
Dall'edizione del 2006 le iscritte sono calate a 49, ma sono aumentate a 50 già nel 2007 per la partecipazione del Montenegro: secondo la nuova formula si poteva iscrivere solo una squadra per federazione, eccetto San Marino, Andorra e Liechtenstein, che non hanno partecipato alla competizione. I turni, sempre a eliminazione diretta, da cinque sono scesi a tre e le squadre, a seconda della federazione di appartenenza potevano partire dal primo, dal secondo o direttamente dal terzo turno; le società che acquisivano il diritto a prendere parte alla Coppa UEFA, seppur partendo dal secondo turno preliminare e dopo aver disputato da un minimo di due a un massimo di sei gare, erano aumentate da tre a undici. Diversamente dal passato, però, alla qualificazione alla Coppa UEFA non corrispondeva più l'assegnazione della Coppa Intertoto, che sarebbe spettata solo alla squadra che fosse andata più lontano in Coppa UEFA.
In seguito alla trasformazione della Coppa UEFA in UEFA Europa League prevista a partire dalla stagione calcistica 2009-2010, come deciso dall'UEFA il 30 novembre 2007, l'Intertoto venne abolita: nel 2008 venne organizzata l'ultima edizione. Il miglior risultato in Coppa UEFA di una squadra proveniente dall'Intertoto è stato quello del Bordeaux, finalista dell'edizione 1995-1996.

## Albo d'oro

Frédéric Déhu, capitano del, solleva il trofeo dopo la finale di ritorno contro il nell'edizione 2001.

| Anno | Vincitore           | Nazione     |
| ---- | ------------------- | ----------- |
| 1995 | Bordeaux            | Francia     |
| 1995 | Strasburgo          | Francia     |
| 1996 | Karlsruhe           | Germania    |
| 1996 | Silkeborg           | Danimarca   |
| 1996 | Guingamp            | Francia     |
| 1997 | Auxerre             | Francia     |
| 1997 | Bastia              | Francia     |
| 1997 | Olympique Lione     | Francia     |
| 1998 | Bologna             | Italia      |
| 1998 | Valencia            | Spagna      |
| 1998 | Werder Brema        | Germania    |
| 1999 | Juventus            | Italia      |
| 1999 | West Ham Utd        | Inghilterra |
| 1999 | Montpellier         | Francia     |
| 2000 | Celta Vigo          | Spagna      |
| 2000 | Stoccarda           | Germania    |
| 2000 | Udinese             | Italia      |
| 2001 | Paris Saint-Germain | Francia     |
| 2001 | Troyes              | Francia     |
| 2001 | Aston Villa         | Inghilterra |
| 2002 | Malaga              | Spagna      |
| 2002 | Stoccarda           | Germania    |
| 2002 | Fulham              | Inghilterra |
| 2003 | Villarreal          | Spagna      |
| 2003 | Perugia             | Italia      |
| 2003 | Schalke 04          | Germania    |
| 2004 | Villarreal          | Spagna      |
| 2004 | Lilla               | Francia     |
| 2004 | Schalke 04          | Germania    |
| 2005 | Amburgo             | Germania    |
| 2005 | Olympique Marsiglia | Francia     |
| 2005 | Lens                | Francia     |
| 2006 | Newcastle Utd       | Inghilterra |
| 2007 | Amburgo             | Germania    |
| 2008 | Braga               | Portogallo  |

## Vittorie per nazione
| Pos. | Nazione     | Coppe | Club vincitori |
| ---- | ----------- | ----- | --- |
| 1    | Francia     | 12    | Bordeaux, Strasburgo, Guingamp, Auxerre, Bastia, Olympique Lione, Montpellier, Paris Saint-Germain, Troyes, Lilla, Olympique Marsiglia, Lens |
| 2    | Germania    | 8     | Stoccarda (2), Schalke 04 (2), Amburgo (2), Karlsruhe, Werder Brema                                                                          |
| 3    | Spagna      | 5     | Villarreal (2), Valencia, Celta Vigo, Malaga                                                                                                 |
| 4    | Italia      | 4     | Bologna, Juventus, Udinese, Perugia |
| 4    | Inghilterra | 4     | West Ham Utd, Aston Villa, Fulham, Newcastle Utd                                                                                             |
| 6    | Danimarca   | 1     | Silkeborg |
| 6    | Portogallo  | 1     | Braga |

## Capocannonieri
| Anno | Giocatore                   | Club              | Gol |
| ---- | --------------------------- | ----------------- | --- |
| 1995 | Franck Sauzée               | Strasburgo        | 6   |
| 1996 | Oleg Veretennikov           | Rotor             | 10  |
| 1997 | Stéphane Guivarc'h          | Auxerre           | 10  |
| 1998 | Zdravko Drinčić             | Vojvodina         | 7   |
| 1999 | Louis Saha                  | Metz              | 8   |
| 2000 | Stanislav Vlček             | Sigma Olomouc     | 8   |
| 2001 | Marijo Dodik                | Slaven Belupo     | 6   |
|      | Nicolas Goussé              | Troyes            | 6   |
| 2002 | João Pedro                  | Santa Clara       | 6   |
|      | Marijo Dodik                | Slaven Belupo     | 6   |
| 2003 | Viktor Trenevski            | Mura              | 6   |
|      | Eduard Glieder              | PlusCity Pasching | 6   |
| 2004 | Nenad Mirosavljević         | Smederevo         | 7   |
|      | Wandeir Oliveira dos Santos | Vardar            | 7   |
| 2005 | Cosmin Tilincă              | CFR Cluj          | 7   |
|      | Ionut Bogdan Peres          | Gloria Bistrița   | 7   |
| 2006 | Ville Lehtinen              | Tampere Utd       | 5   |
|      | Róbert Rák                  | Nitra             | 5   |
| 2007 | Vitalij Volkov              | Rubin Kazan'      | 4   |
|      | Steffen Hofmann             | Rapid Vienna      | 4   |
|      | Adékambi Olufadé            | Gent              | 4   |
| 2008 | Dmitrij Kiričenko           | Saturn            | 5   |